# Stazione meteorologica di Verbania
La stazione meteorologica di Verbania è la stazione meteorologica di riferimento relativa alla città di Verbania. 

## Coordinate geografiche
La stazione meteorologica si trova nell'Italia nord-occidentale, in Piemonte, nella provincia del Verbano-Cusio-Ossola, nel comune di Verbania, a 202 metri s.l.m. e alle coordinate geografiche 45°55′N 8°33′E.

## Dati climatologici
In base alla media trentennale di riferimento 1961-1990, la temperatura media del mese più freddo, gennaio, si attesta a +1,7 °C; quella del mese più caldo, luglio, è di +21,1 °C.
Le precipitazioni medie annue superano i 1.500 mm, mediamente distribuite in 100 giorni, con minimo relativo in inverno, massimo in autunno e minimo e massimo secondario rispettivamente in piena estate e primavera.
La nuvolosità giornaliera media si mantiene sui 4,4 okta con massimo di 6 okta a maggio e minimo di 3 okta a luglio, e minimi secondari con 4 okta a gennaio, giugno, agosto, settembre, ottobre e dicembre e massimi secondari con 5 okta a febbraio, marzo, aprile e novembre. .
| Verbania                                             | Mesi | Mesi | Mesi  | Mesi  | Mesi  | Mesi  | Mesi  | Mesi  | Mesi  | Mesi | Mesi | Mesi | Stagioni | Stagioni | Stagioni | Stagioni | Anno   |
| Verbania                                             | Gen  | Feb  | Mar   | Apr   | Mag   | Giu   | Lug   | Ago   | Set   | Ott  | Nov  | Dic  | Inv      | Pri      | Est      | Aut      | Anno   |
| ---------------------------------------------------- | ---- | ---- | ----- | ----- | ----- | ----- | ----- | ----- | ----- | ---- | ---- | ---- | -------- | -------- | -------- | -------- | ------ |
| T. max. media (°C)                                   | 5,5  | 7,6  | 12,0  | 16,1  | 20,2  | 24,1  | 26,8  | 25,8  | 22,3  | 16,7 | 10,5 | 6,6  | 6,6      | 16,1     | 25,6     | 16,5     | 16,2   |
| T. media (°C)                                        | 1,7  | 3,5  | 7,1   | 11,0  | 15,1  | 18,6  | 21,1  | 20,4  | 17,1  | 12,0 | 6,5  | 2,8  | 2,7      | 11,1     | 20,0     | 11,9     | 11,4   |
| T. min. media (°C)                                   | −2,1 | −0,6 | 2,2   | 5,9   | 10,0  | 13,2  | 15,5  | 15,0  | 12,0  | 7,3  | 2,5  | −1,0 | −1,2     | 6,0      | 14,6     | 7,3      | 6,7    |
| Nuvolosità (okta al giorno)                          | 4    | 5    | 5     | 5     | 6     | 4     | 3     | 4     | 4     | 4    | 5    | 4    | 4,3      | 5,3      | 3,7      | 4,3      | 4,4    |
| Precipitazioni (mm)                                  | 79   | 88   | 127   | 144   | 154   | 153   | 109   | 143   | 164   | 186  | 162  | 55   | 222      | 425      | 405      | 512      | 1 564  |
| Giorni di pioggia                                    | 6    | 7    | 8     | 9     | 12    | 10    | 8     | 10    | 8     | 8    | 9    | 5    | 18       | 29       | 28       | 25       | 100    |
| Eliofania assoluta (ore al giorno)                   | 3,9  | 4,4  | 4,5   | 5,8   | 6,2   | 7,8   | 8,3   | 7,1   | 6,2   | 4,7  | 4,0  | 3,8  | 4,0      | 5,5      | 7,7      | 5,0      | 5,6    |
| Radiazione solare globale media (centesimi di MJ/m²) | 490  | 800  | 1 270 | 1 630 | 1 940 | 2 190 | 2 180 | 1 850 | 1 360 | 940  | 560  | 410  | 1 700    | 4 840    | 6 220    | 2 860    | 15 620 |